# بليعال
بليعال أو بنو لئيم (בְלִיַּעַל بلي-عال' هو اسم وصفي في العبرية تعني «لؤم» تأتي من كلمتين: بِلي - (בְּלִי «لا») وعال (יָעַל «قيمة»): أي «لا قيمة لها».
استخدمت كلمة "Belial" بليعال في القرن الأول اسمًا للشيطان ورمزًا للشر والباطل. وهكذا، عندما كتب الرسول بولس في 2 كورنثوس 15:6، في شرحه للمتناقضات، قال "ما هو الانسجام بين المسيح وبليعال؟ أَوْ أَيُّ نَصِيبٍ لِلْمُؤْمِنِ مَعَ غَيْرِ ٱلْمُؤْمِنِ؟
يذكر المصطلح سبعة وعشرون مرة في الكتاب المقدس، في آيات مثل ما يلي:
- «رجل دنيء (بالعبرية آدم بيلي يال)» الأمثال 12:6

في هذه الاماكن 27 المذكور فيها «بني بليعال» التعبير (בְּנֵֽי-בְלִיַּעַל بني beliyaal) يظهر 15 مرة للإشارة إلى شخص قاس وخبيث، إلى عابدي اوثان، مغتصبين، اشرار، وعديمي النفع.
أبناء رئيس الكهنة عالي أو ايلي كانوا أبناء بليعال "